# Casino de la Sociedad Valenciana de Agricultura
El casino de la Sociedad Valenciana de Agricultura es un edificio situado en la calle Comedias número 12 esquina con la calle de la Paz número 30, en el centro histórico de Valencia (España). El edificio alberga la sede de la Real Sociedad Valenciana de Agricultura y Deportes, fundada en 1859 y es popularmente conocido como casino de Agricultura.

## Edificio
Es un proyecto del maestro de obras valenciano Lucas García Cardona ejecutado en 1899, aunque las obras no finalizaron hasta 1902. Fue encargado al maestro de obras para albergar la sede de la Real Sociedad Valenciana de Agricultura y Deportes.  Es uno de los edificios más destacados de los que realizó Lucas García Cardona. Su estilo es el eclecticismo arquitectónico. 
En el año 1920 la institución obtendrá finalmente la propiedad del edificio, comprando parte de las fincas afectadas recayentes a las calles de la Paz y Comedias. El edificio fue ampliado en 1942 respecto a la construcción original y entre 1950 y 1970 se llevó a cabo una reforma integral del mismo a cargo del arquitecto valenciano Antonio Gómez Davó.
El edificio consta de planta baja y cuatro alturas. La fachada destaca por su estilo clásico y sobrio. En su interior, destacan varias estancias con un estilo arquitectónico clásico, como el salón chimenea situado en la planta baja, en donde hoy en día se ubica un restaurante abierto al público, el contiguo bar de socios o la biblioteca de la institución. En 2018 la terraza del edificio se abrió al público como zona de ocio.
Durante la guerra civil española el edificio fue ocupado por Izquierda Republicana, desapareciendo buena parte del patrimonio artístico de su interior. El edificio sufrió importantes daños en su interior durante la gran riada de Valencia de 1957.